# Campeonato Europeo de Biatlón de 2013
El XX Campeonato Europeo de Biatlón se celebró en la localidad de Bansko (Bulgaria) entre el 21 y el 26 de febrero de 2013 bajo la organización de la Unión Internacional de Biatlón (IBU) y la Federación Búlgara de Biatlón.

## Resultados

### Masculino
| Evento                      | Oro                                            | Plata                                          | Bronce                            |
| --------------------------- | ---------------------------------------------- | ---------------------------------------------- | --------------------------------- |
| 10 km velocidad (25.02)     | Vetle Sjåstad Christiansen · Noruega · 25:34,4 | Benedikt Doll · Alemania · 25:51,9             | Artem Pryma · Ucrania · 26:23,1   |
| 20 km individual (21.02)    | Serhi Semenov · Ucrania · 52:50,2              | Tobias Arwidson · Suecia · 53:04,5             | Krasimir Anev Bulgaria 53:09,3    |
| 12,5 km persecución (26.02) | Benedikt Doll · Alemania · 35:35,0             | Vetle Sjåstad Christiansen · Noruega · 35:57,3 | Timofei Lapshin · Rusia · 36:00,5 |
| Relevos 4 × 7,5 km (26.02)  | Competición cancelada                          | Competición cancelada                          | Competición cancelada             |

### Femenino
| Evento                    | Oro                                                                                      | Plata                                                                                                  | Bronce                                                                                 |
| ------------------------- | ---------------------------------------------------------------------------------------- | --- | -------------------------------------------------------------------------------------- |
| 7,5 km velocidad (24.02)  | Irina Staryj · Rusia · 21:28,1                                                           | Yuliya Dzhyma · Ucrania · 21:28,5                                                                      | Monika Hojnisz · Polonia · 21:33,7                                                     |
| 15 km individual (21.02)  | Anastasiya Zagoruiko · Rusia · 48:04,9                                                   | Ane Skrove Nossum · Noruega · 49:17,5                                                                  | Monika Hojnisz · Polonia · 49:38,2                                                     |
| 10 km persecución (25.02) | Monika Hojnisz · Polonia · 29:06,3                                                       | Franziska Preuß · Alemania · 30:49,5                                                                   | Karolin Horchler · Alemania · 31:27,6                                                  |
| Relevos 4 × 6 km (26.02)  | Alemania · Nicole Wötzel · Vanessa Hinz · Franziska Preuß · Karolin Horchler · 1:11:12,7 | República Checa · Jitka Landová · Lea Johanidesová · Eva Puskarčíková · Veronika Zvařičová · 1:11:36,7 | Ucrania · Yuliya Dzhyma · Yana Bondar · Iryna Varvynets · Mariya Panfilova · 1:11:39,8 |

## Medallero
| Núm. | País            | Oro | Plata | Bronce | Total |
| ---- | --------------- | --- | ----- | ------ | ----- |
| 1    | Alemania        | 2   | 2     | 1      | 5     |
| 2    | Rusia           | 2   | 0     | 1      | 3     |
| 3    | Noruega         | 1   | 2     | 0      | 3     |
| 4    | Ucrania         | 1   | 1     | 2      | 4     |
| 5    | Polonia         | 1   | 0     | 2      | 3     |
| 6    | República Checa | 0   | 1     | 0      | 1     |
| 6    | Suecia          | 0   | 1     | 0      | 1     |
| 8    | Bulgaria        | 0   | 0     | 1      | 1     |
|      | TOTAL           | 7   | 7     | 7      | 21    |